# 村上敬次郎

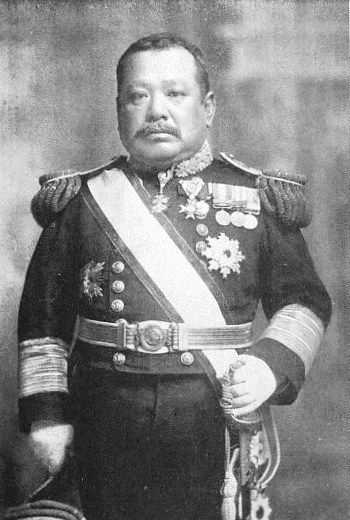
村上敬次郎

村上 敬次郎（むらかみ けいじろう、嘉永6年9月4日（1853年10月6日）- 昭和4年（1929年）2月15日）は、安芸国（現：広島県）出身の官僚、大日本帝国海軍軍人。貴族院議員、男爵、勲一等旭日大綬章。

## 経歴
1853年広島藩士堀尾笑石の二男として生まれ、のち広島藩家老東城浅野家の用人、村上邦裕の養子となる。広島藩学問所（現：修道中学校・高等学校）にて洋学を学び、1866年藩命にて渡正元ら洋学生50名と江戸に遊学。このとき引率したのが山田十竹、伴資健。1871年海軍兵学寮の留学生として海軍伝習のためイギリスに留学。1874年に帰国し、広島英語学校教員となる。1876年海軍省入省、その後海軍少書記官、軍大臣秘書官、呉鎮守府監督部長、海軍省経理局長を務めた後、1897年主計総監となり、1909年予備役に編入。1904年の日露戦争では大本営海軍経理部長として従軍した。1907年日露戦争、海軍関連法律整備の功により男爵。1909年12月21日、勅選により貴族院議員となり、研究会に所属し、1926年6月7日まで在任。1906年勲一等旭日大綬章受章。

## 栄典
位階
- 1890年（明治23年）10月15日 - 正六位[7]
- 1902年（明治35年）4月30日 - 従四位[8]
- 1907年（明治40年）5月20日 - 正四位[9]
- 1908年（明治41年）9月30日 - 従三位[10]
- 1918年（大正7年）10月10日 - 正三位[11]

勲章
- 1893年（明治26年）5月26日 - 勲五等瑞宝章[12]
- 1895年（明治28年）11月18日 - 明治二十七八年従軍記章[13]
- 1897年（明治30年）5月10日 - 勲四等瑞宝章[14]
- 1902年（明治35年）5月10日 - 明治三十三年従軍記章[15]

## 親族
- 村上隆吉 - 長男。農商務省特許局長官・水産局長。帝国水産会会長。
- 村上鶴 - 妻。広島藩士田口牛之助の三女。参天製薬の創業者田口謙吉は二男であり、敬次郎とは義兄弟の間柄。
- 村上雅代 - 長女。福田徳三の最初の妻。後に離婚。